# 通迪
通迪（Thondi），是印度泰米尔纳德邦Ramanathapuram县的一个城镇。总人口15298（2001年）。

## 人口
该地2001年总人口15298人，其中男性7452人，女性7846人；0—6岁人口2285人，其中男1133人，女1152人；识字率68.92%，其中男性为75.66%，女性为62.53%。